# Aeonium glandulosum

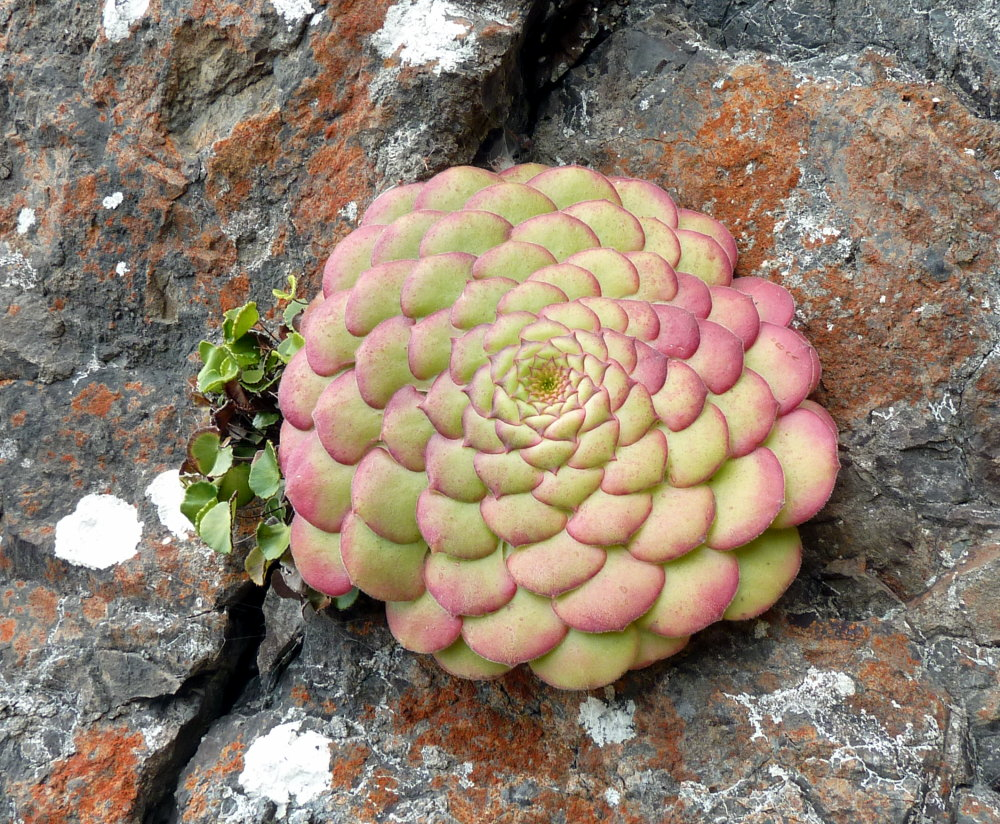
Aeonium glandulosum

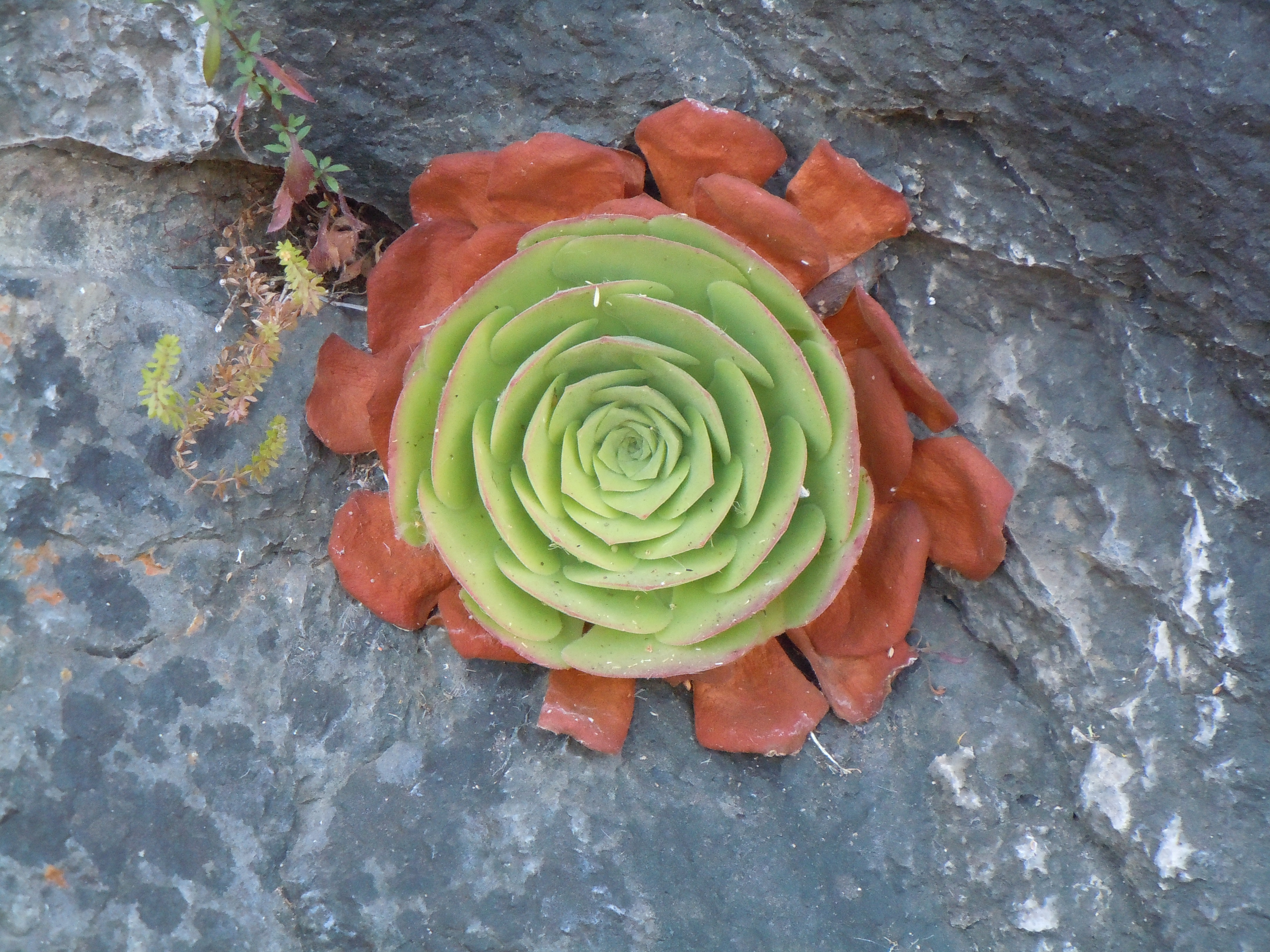
Amb fulles seques

Aeonium glandulosum és una espècie de planta suculenta del gènere Aeonium, de la família de les Crassulaceae.

## Descripció
És una planta perenne o biennal, suculenta i pubescent, que forma rosetes individuals, ocasionalment amb brots laterals, amb tiges robustes i llises.
La roseta de 12 a 40 cm de diàmetre, en forma de copa o plana. Les fulles de 6 a 11 cm de llarg, de 3 a 8 cm d'ample, i de 3 a 5 mm de gruix, obovades o oblanceolades, puberulentes, punta aguda, mucronada, basalment cuneades, marge amb cilis en forma de perles (aprox. 0,6 mm), de color verd o vermellós-ataronjat.
La inflorescència surt de la part central de la planta, és molt més ampla que alta, 8 a 25 cm d'ample i 12 a 40 cm d'alt, peduncle de 2 a 10 cm, frondosa, pedicels de 3 a 18 mm, glandular-pubescent.
Les flors són de 8 a 13 parts, sèpals glandular pubescents, pètals de 7 a 11 mm de llarg i de 3 a 4 mm d'ample, lanceolats, aguts, de color groc pàl·lid. Floració a la primavera i estiu.
És una de les dues espècies endèmiques del gènere Aeonium presents a l'arxipèlag de Madeira. A diferència d'A glutinosum, que és ramificada, aquesta espècie no presenta tija o aquest és a penes perceptible.

## Distribució
Planta endèmica de les illes de Madeira, Porto Santo i Desertes. Creix en zones rocoses, preferentment en llocs ombrejats, sobretot al vessant nord de Madeira, en cotes baixes i mitges, on imprimeix caràcter a la vegetació rupícola. Fins a 1500 m d'altitud.

## Taxonomia
Aeonium glandulosum Webb & Berthel. va ser descrita per Philip Barker Webb i Sabin Berthelot i publicada a Histoire Naturelle des Îles Canaries. Paris. 3(2:1): 185.1840.
En portuguès rep els noms vernacles d'ensaião i saião.